# موريس غرانت
موريس غرانت (بالإنجليزية: Morris Grant)‏ (11 مايو 1845 في الولايات المتحدة - 23 مايو 1915 بذا برونكس في الولايات المتحدة) هو ملاكم أمريكي، صنّف ضمن فئة وزن ثقيل.

## إحصائيات
خاض خلال مسيرته 16 نزالا، فاز في 5 وتعادل في 1 وخسر في 10. فاز بالضربة القاضية في نزالين.

## روابط خارجية
- موريس غرانت على موقع بوكس ريك (الإنجليزية) (registration required)